# おやつ

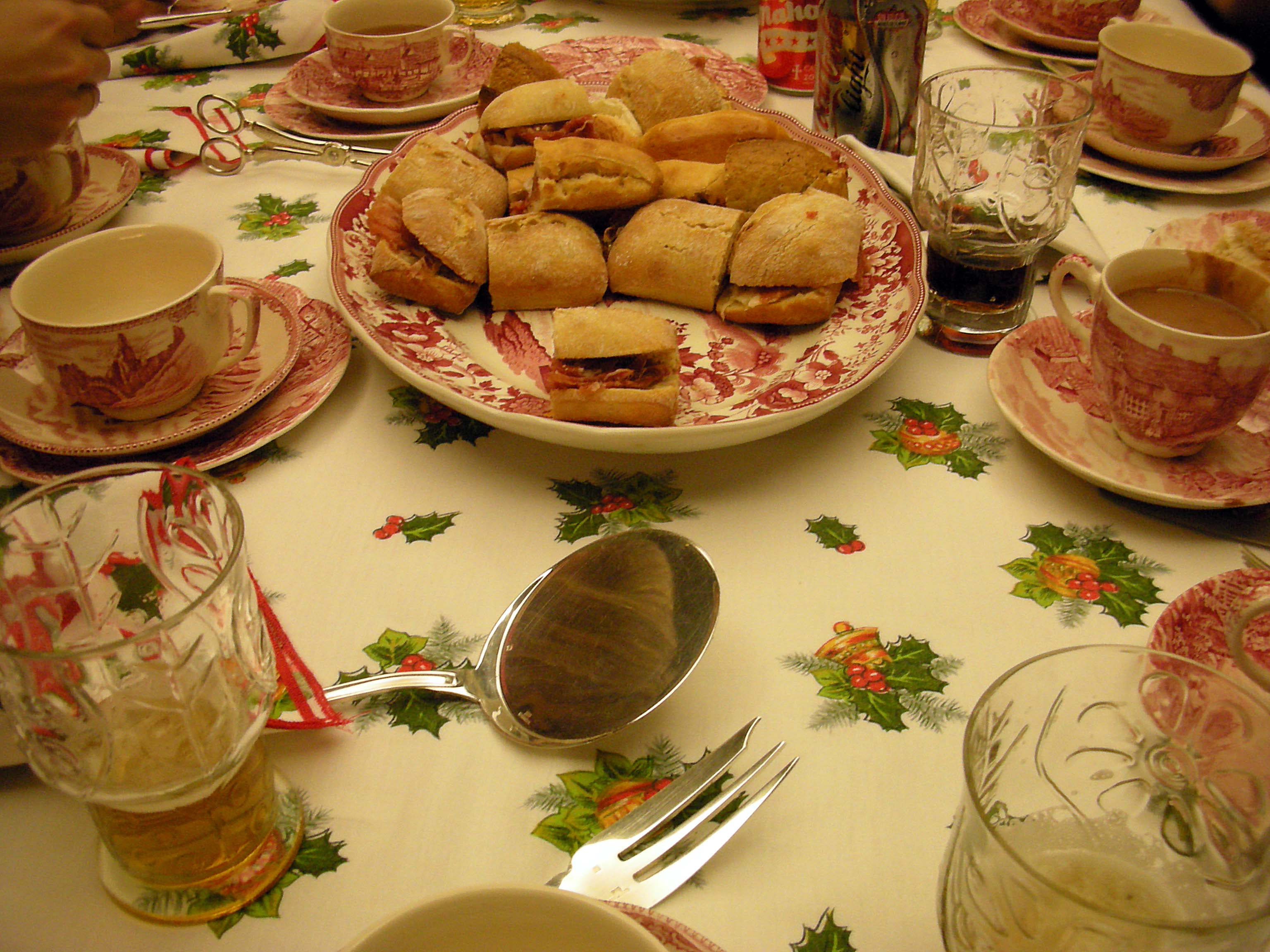
南ヨーロッパの典型的なメリエンダ

おやつ（片仮名でオヤツとも）とは、午後の間食のこと。あるいは、間食全般。

## 概要
昔の時刻の呼び方で「八つ時（やつどき）」（つまり現代の午後3時ころ）に食べたことからこう呼ばれた。現代では「3時のおやつ」などと呼ぶこともある。
明治以降は時刻の数え方が変化したため、「お三時」とも呼んだようで、広辞苑でも言及されている。
おやつで食べるものは、大抵は甘いものである。間食という位置づけであり、通常、昼食や夕食よりは量が控えめである。
「お茶にしよう」と声を掛け、お茶と共におやつを食べることは、日本の大人たちではよくある風景である。
。地方によっては、農作業など野外で肉体労働をする人が昼食と朝・夕食の間にとる軽い食事のことを「小昼」（こひる、こびる）と呼ぶこともある。

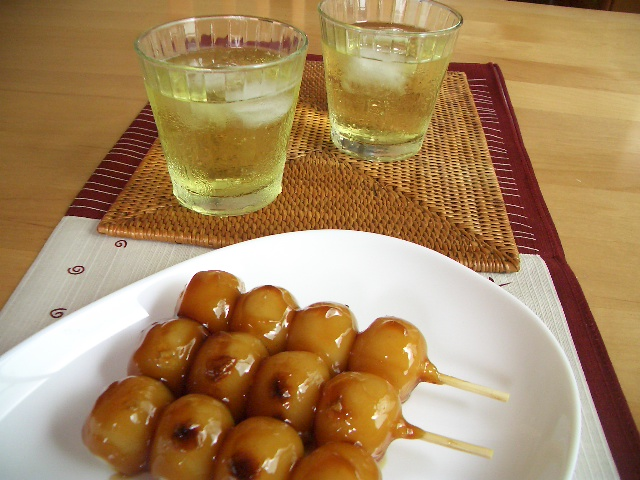
日本のおやつの一例、みたらし団子と緑茶
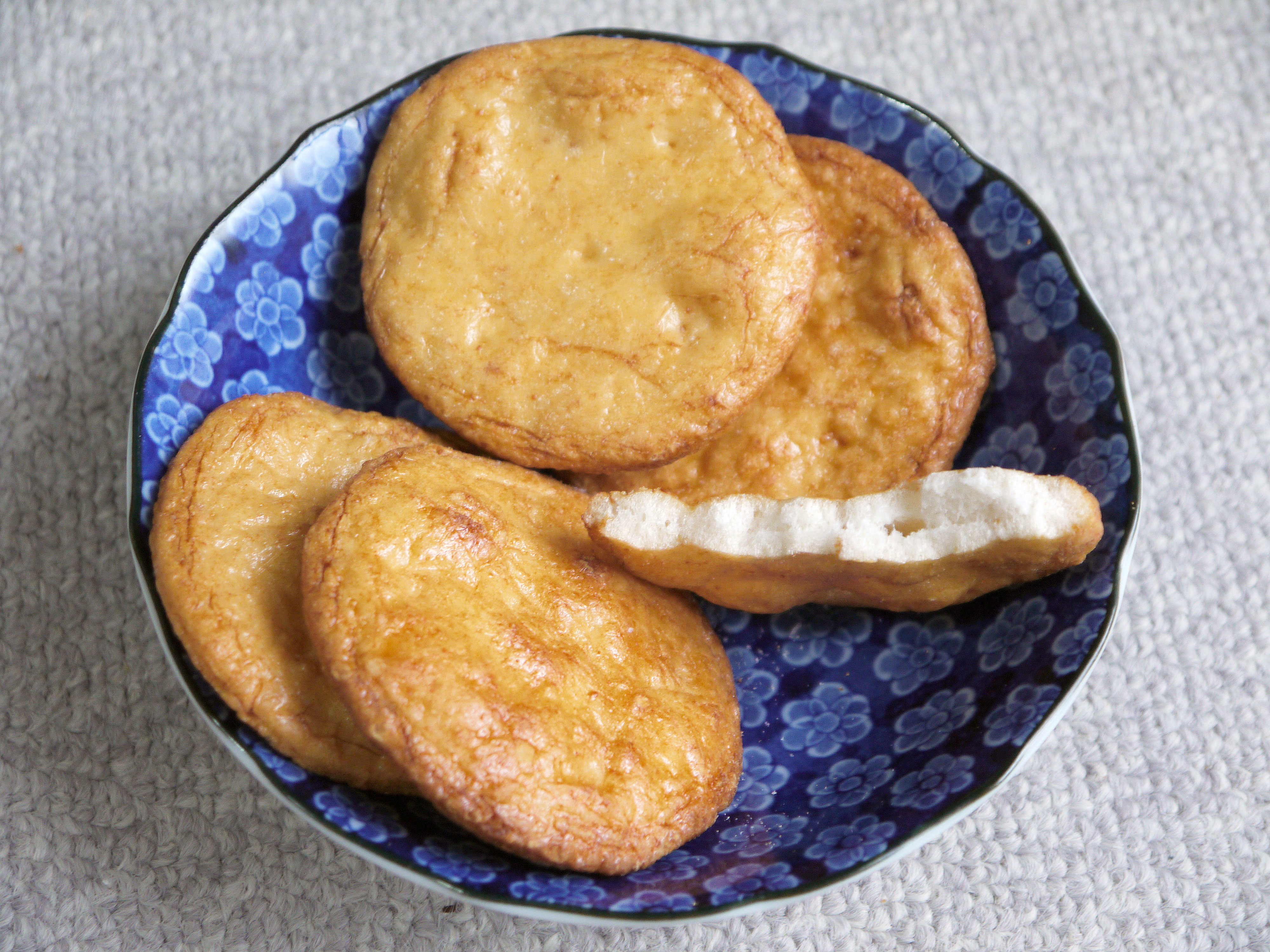
他の例、せんべい

世界各地に午後に間食をとる習慣がある。
その時刻は、国ごとに傾向が異なる夕食時刻の影響も受ける。→#世界のおやつ、その時刻

## 歴史
日本では食事は朝夕のみの1日2食であったが、農民たちが体力維持のため休憩時に軽食をとり、これを中食（ちゅうじき）、間食（かんじき）などと呼んだ。元禄時代には1日3食が一般化したが、このころから「おやつ」の語が出現する。
江戸時代後期の戯作者、曲亭馬琴の日記には、まんじゅう、せんべい、団子などの菓子が頻繁に登場する。三代歌川豊国 の浮世絵には、魚をかたどった砂糖菓子「金花糖（きんかとう） 」を子どもに与える姿も見られたという。

## 世界のおやつ、その時刻
世界各地に同様の習慣、つまり昼食と夕食の間に間食をとる習慣がある。

### フランス語圏

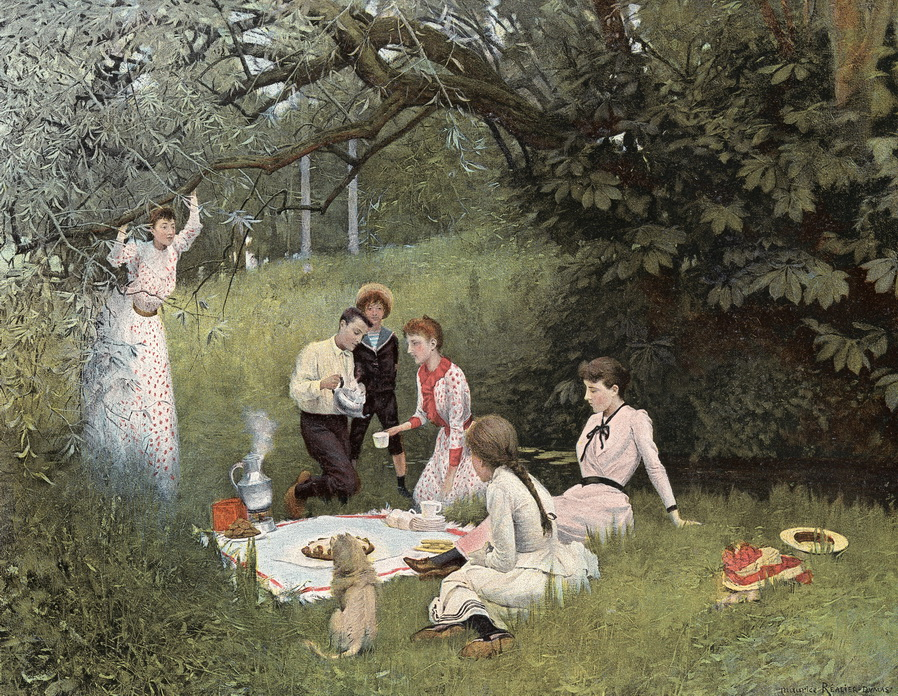
『草上のグテ』（フランス。1892年の絵画）

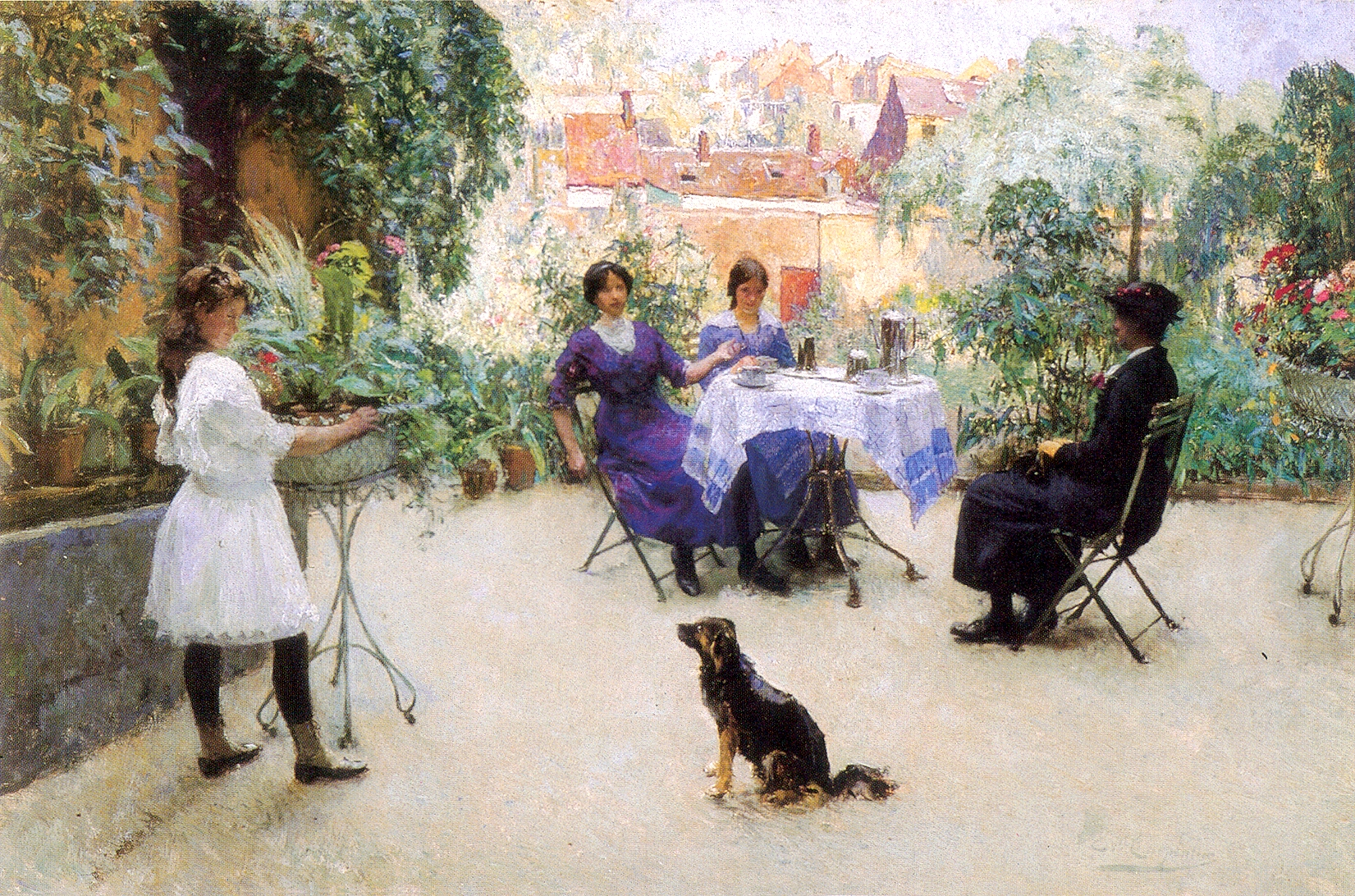
『ご婦人たちのグテ』。フランスの画家 Évariste Carpentier(1845年-1922年)による絵画。

フランスには「グテ goûter」という習慣がある。午後の終わりころの間食を指して「グテ」と呼ぶことはルネサンス期ごろには始まっていたようである。そして『百科全書』（18世紀末出版）にはgoûterという用語が掲載されている。当時はおもにパン（いわゆる「フランスパン」）をスライスしたものにバターやジャムを塗ったものや、果物などが食べられていたようである。19世紀頃には次第にブルジョアが増え、婦人や子供が午後テーブル上にパティスリー類を並べカフェを飲みつつ楽しんだり、外出して屋外で楽しむ、などということも行われるようになっていた。フランスでは子供たちが学校を終えて帰宅しておやつをとることは一般的だった。
フランスのブルジョアたちはもともと紅茶を飲まず、飲むのはもっぱらカフェであったが、19世紀にイギリスの富裕層で流行しはじめた紅茶を飲みつつ軽食を食べること（下で詳説）をフランスのブルジョアの一部が真似しはじめ、彼らは午後の間食のことを英語の「tea ティー」をフランス語に訳した「thé テ」と呼ぶことを好んだ。そして従来の表現「グテ」はどちらかと言うと子供の間食を指すと見なすようになったいう。
なお「グテ」の別名は「quatre heures　キャトルール」で、これは「4時」という意味である。1941年に、フランスの学校では4時のおやつをとることが普及したという。
現在のフランスでも午後の間食はとられている。ブーランジュリー（パン屋）とパティスリー（ケーキ屋）の店頭には、午後の「グテ」や「テ」にぴったりのパティスリーやケーキ類が並ぶ。フランス人が好むのは、たとえばオーソドックスなスライスしたフランスパンにバターやジャムを塗ったものであったり、ブリオッシュ、砂糖がけのクレープ、パン・オ・ショコラ、パン・オ・レザン、タルト・オ・ポム（英語ならアップル・タルト）、ショソン・オ・ポムなどである。
フランスの「グテ」という用語は、もともと「味見（あじみ）」といった意味の表現であり、「グテ」には時刻の意味がもともと含まれていないので、午後に限らず、朝食と昼食の間の間食までひっくるめて指すために使うフランス人もいる。
フランスの隣国ベルギーもフランス語が話されていて両国は文化的に密接につながっているが、ベルギーやフランス北部では16時半～17時にとることが一般的だという。一方カナダのフランス語圏では午後の真ん中あたり、つまり14時～16時ころにとることが一般的だと言う。
- フロマージュ、クラッカー、クラッカーに塗るヌテラらしきもの、スナック菓子、紅茶（フランス）
- ナッツチョコとクッキー、飲み物はカフェ派も紅茶派も（フランス、グラディニャン）

### イギリス、旧大英帝国圏内

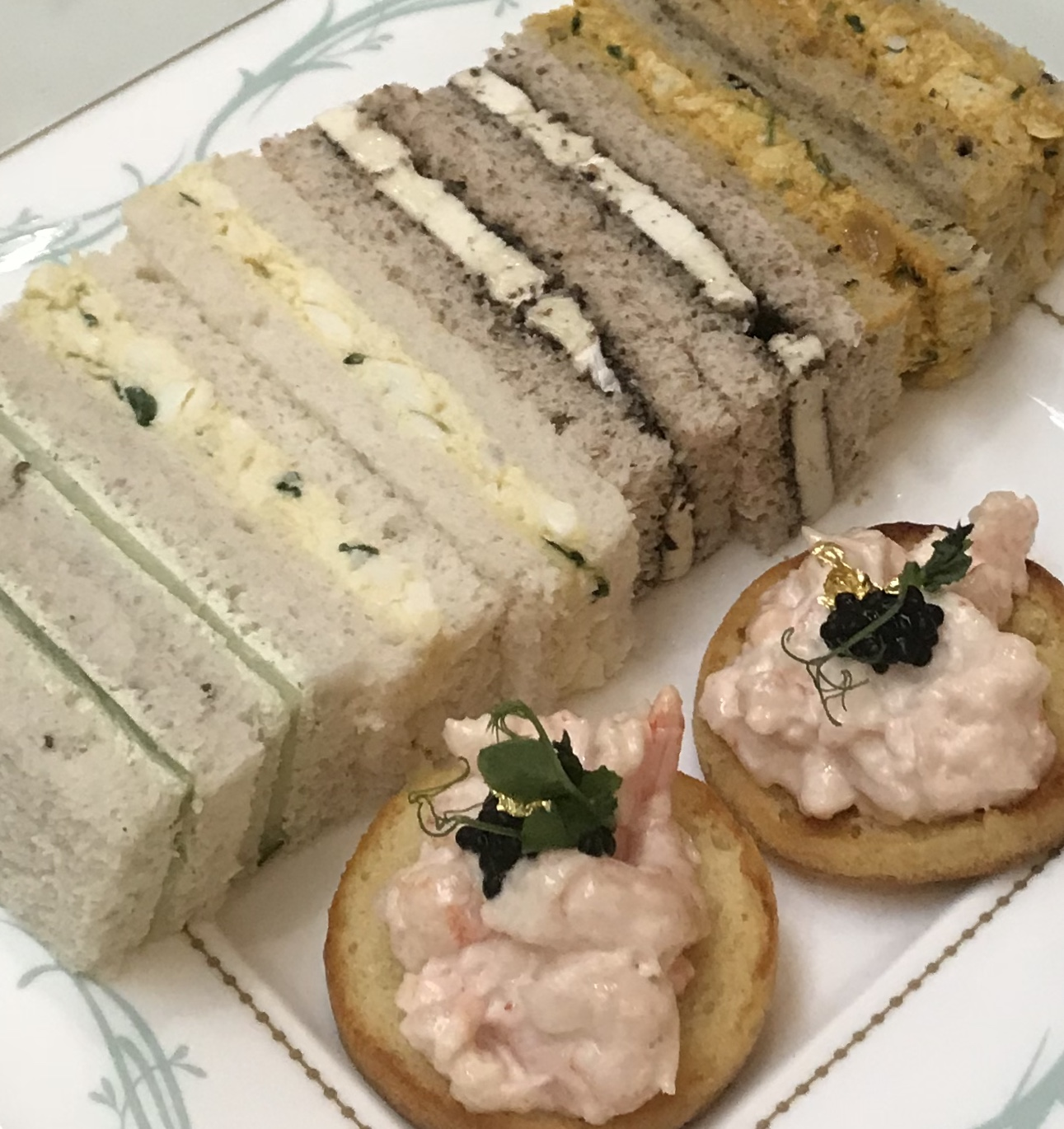
イギリスで食べるのは、たとえば繊細に仕立てたキュウリサンドイッチなどのサンドイッチ。

イギリスでは、19世紀半ば過ぎごろに、富裕層の人々の間で午後に紅茶を飲むことが一般化し、紅茶を飲みながらパンにバターを塗ったもの（bread and butter)や、薄くスライスしたパンで作った繊細なキュウリサンドイッチや、卵とコショウソウを挟んだサンドイッチや、ケーキやペーストリー類などを食べるということが次第にひろまり、それがやがて中間層まで広がった。イギリスでは午後に紅茶を飲みつつ軽食をとることを「ハイティー」「アフタヌーンティー」あるいは単に「tea ティー」などと言うようになった。
現代のイギリスの典型的な「ティー・タイム」は午後3:30～5:00といったところである。
イギリスの夕食の時刻は時代とともに傾向が変化してきたので、「ティータイム」も少しずつずれてきた歴史がある。

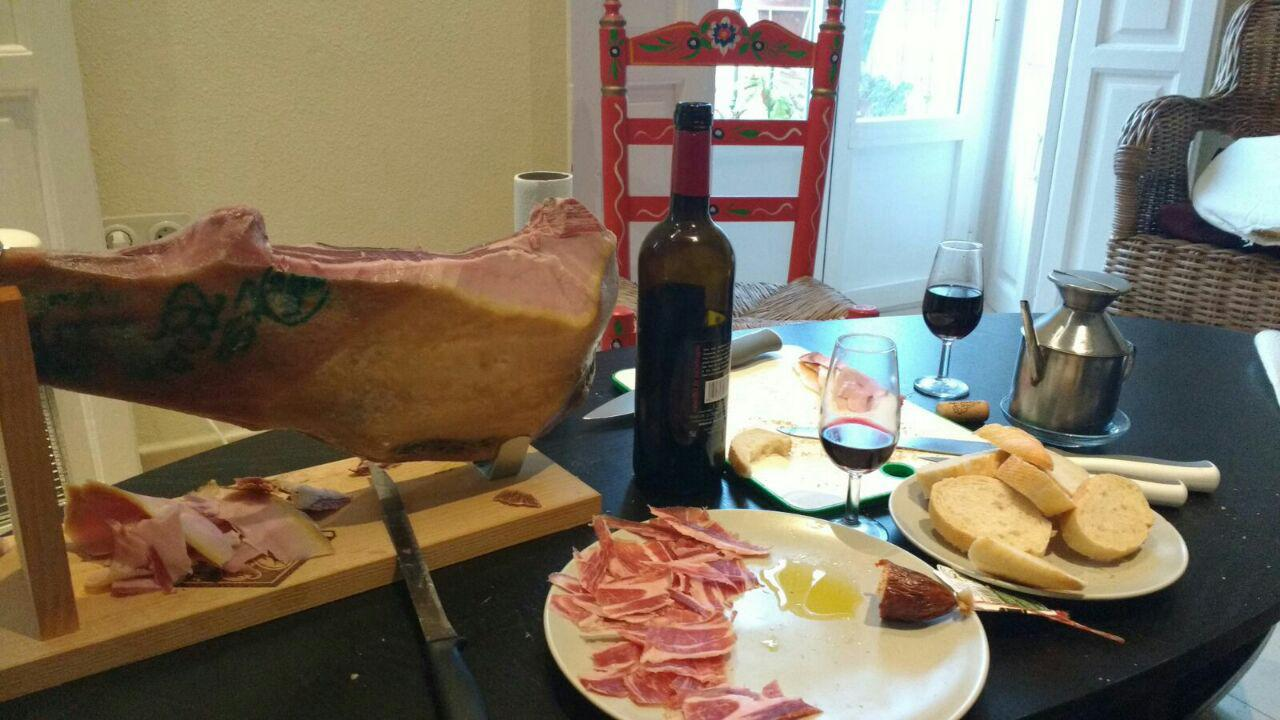
スペインのメリンダの例。この例ではパンと生ハムを食べている。

- 1942年イギリス
- イギリス流の「ティー」の本格的なパターン。香港のもの。

### スペイン語圏
スペインでは、夕食をとる時刻が非常に遅いので、午後5時から6時に「メリンダ」という午後の軽食をとる。スペイン本国に加えて南米や中米各地の午後の間食も「メリンダ」と呼ばれている。
国ごとに習慣も異なるので「メリンダ」で食べられるものも時刻もかなり異なる。
世界のおやつ
- モロッコのおやつ
- ココナツケーキとお茶（ポーランド）
- コーヒーとスコーン（オーストラリアのコーヒーショップでのおやつ）
- シンガポール軍と米軍の合同活動時のおやつ